# Beira (antílope)
O beira (Dorcatragus megalotis) é um pequeno antílope das regiões áridas da Somália, Etiópia e Djibouti.